# George Herbert Hitchings
George Herbert Hitchings (Hoquiam, EUA, 18 d'abril de 1905 - Chapel Hill, 27 de febrer de 1998) fou un bioquímic estatunidenc guardonat amb el Premi Nobel de Medicina o Fisiologia l'any 1988.

## Biografia
Va néixer el 18 d'abril de 1905 a la ciutat de Hoquiam, població situada a l'estat nord-americà de Washington. Va estudiar química a la Universitat de Brown i Washington, on es graduà l'any 1927. L'any 1933 realitzà el seu doctorat en bioquímica a la Universitat Harvard, d'on fou nomenat membre de l'equip de recerca. El 1942 va entrar a treballar a la companyia farmacèutica "Burroughs-Wellcome", actualment anomenada GlaxoSmithKline, de la qual fou director del departament d'investigació. Al llarg de la seva carrera ha estat professor de farmacologia de les Universitat de Brown, Duke i Carolina del Nord.
Morí el 27 de febrer de 1998 a la ciutat de Chapel Hill, població situada a l'estat de Carolina del Nord.

## Recerca científica
Desenvolupà la seva recerca científica als laboratoris "Burroughs-Wellcome", on inicià una llarga col·laboració amb Gertrude Belle Elion. El seu principal focus de recerca se centrà en el metabolisme dels àcids nucleics, amb l'objectiu final d'aconseguir esbrinar les diferències de metabolisme entre les cèl·lules tumorals i les normals així com entre els bacteris i els virus, uns estudis vitals per al desenvolupament de la quimioteràpia.
L'any 1988 fou guardonat amb el Premi Nobel de Medicina o Fisiologia, juntament amb Gertrude Belle Elion i James Whyte Black, pel descobriment d'importants principis en el tractament amb fàrmac.